# Аким
Аким (каз. әкім, кирг. аким) — голова місцевого органу виконавчої влади в Казахстані та Киргизстані. Аким є офіційним представником Президента країни в цих державах.
Слово походить від арабського слова хакім, яке означає «керівник» або «урядник».

## Акім у Казахстані
У Казахстані акім є головою Акімату (адміністрації облису, міста республіканського значення чи столиці, ауданів та сільських округів), який є представником Президента та Уряду РК. За даними на 2017 рік, 91% усіх акимів країни (міст районного значення, сільських округів, селищ та сіл) обиралися непрямим голосуванням.
Акими облиів, міст республіканського значення та столиці призначаються посаду президентом за поданням прем'єр-міністра Казахстану.
З 2013 року акими міст районного значення, сільських округів, селищ та сіл РК, які не входять до складу сільського округу, обиралися строком на чотири роки через непрямі вибори. Виборщиками виступали депутати масліхатів відповідного району.
У 2018 році в рамках концепції розвитку місцевого самоврядування передбачено опрацювати питання щодо доцільності запровадження виборів акімів районів та міст обласного значення.

### Повноваження
У веденні акіма знаходяться:
1. розробка планів економічних та соціяльних програм розвитку території, місцевого бюджету, забезпечення їх виконання;
2. управління комунальною власністю;
3. призначення на посаду та звільнення з посади керівника місцевих виконавчих органів, вирішення інших питань, пов'язаних з організацією роботи місцевих виконавчих органів;
4. здійснення на користь місцевого державного управління інших повноважень, що покладаються на місцеві виконавчі органи законодавством.

Компетенція акіма, організація та порядок його діяльності встановлюються законом. Акім є повністю відповідальним за роботу своєї адміністрації, координує її з діяльністю місцевих законодавчих органів. Приймає розпорядження та постанови, обов'язкові до виконання керівників усіх підприємств, організацій та установ незалежно від їх форм власності та громадянами[джерело?].

## Аким у Киргизстані
У Киргизстані аким є головою акімату (місцевої державної адміністрації в облусах, районах та аймаках). Його правову основу закріплено в Законі Киргизької Республіки «Про місцеве самоврядування та місцеву адміністрацію».
Акім призначається Президентом Киргизької Республіки на чотири роки за згодою місцевої ради та поданням Прем'єр-міністра. Може бути звільнений наказом президента. Акім не може обіймати свою посаду більше двох термінів.
Акім підпорядковується Президентові, Прем'єр-міністрові та голові обласної державної адміністрації в Киргизькій Республіці.

### Повноваження
Акім контролює діяльність місцевої адміністрації та несе відповідальність за її результати, погоджує звільнення та призначення їх керівників.
Не рідше одного разу на рік звітує перед місцевим кенешем про стан справ: звітує про виконання програми та бюджету соціально-економічного розвитку та соціального захисту населення, рекомендує затвердити проект бюджету місцевого кенешу.